# Charles Hercules Boissevain
Charles Hercules Boissevain (1893 - 1946 ) fue un botánico y profesor neerlandés-estadounidense. Trabajó como profesor de biología en el Colorado College, en Colorado Springs; y fue un destacado especialista en cactáceas. Y asimismo en tuberculosis, desarrollándose por sus conocimientos en matemática como director de la Fundación Colorado en Investigaciones en tuberculosis.

## Algunas publicaciones

### Libros
- Boissevain, CH; C Davidson. 1940. Colorado cacti; an illustrated guide describing all of the native Colorado cacti. Ed. Abbey garden press (Pasadena). 3 p.l., v-vi, [2], 71, [2] p.

- La abreviatura «Boissev.» se emplea para indicar a Charles Hercules Boissevain como autoridad en la descripción y clasificación científica de los vegetales.[4]